# Педру, Антониу
Анто́ниу Пе́дру да Ко́шта (порт. António Pedro da Costa; 9 декабря 1909, Прая, Кабо-Верде — 17 августа 1966, Каминья, Моледу — первый португальский художник и поэт-сюрреалист, журналист, актёр, скульптор, коллекционер, сценарист, один из важнейших представителей модернизма в португальской литературе и искусстве первой половины XX века. 

## Порядок фамилий
Как художник и поэт широко известен под именем Антониу Педру, хотя в Указателе авторов «Истории португальской литературы» А. Ж. Сарайва и О. Лопеш обозначили полное имя первого португальского сюрреалиста так, как его писал сам автор: Педру да Кошта, Антониу (порт. Pedro da Costa, António). 

## Жизнь и творчество
Отец был коммерсантом и владел большой собственностью. Согласно сведениям самого художника, его дед по отцовской линии был капитаном корабля и жил на крайнем севере Португалии на границе с Галисией, а бабушка по материнской линии имела ирландско-валлийское происхождение. В возрасте 4 лет переехал с семьёй в Португалию. Начальное образование получил в Лиссабоне, затем перебрался в Гуарду в Галисии, где принимал участие в театральных постановках в качестве актёра. Затем продолжил среднее образование в Сантарене и Коимбре. Обучался на юридическом и филологическом факультетах Лиссабонского университета, но ни один из курсов не окончил. 
В 1929 году на пути на Кабу-Верде сочинил сборник «Дневник» (Diário), и считается некоторыми критиками первым кабовердианцем, открывшим литературный Кабу-Верде, и расцениваемый поэтому как предтеча основоположников кабовердианской идентичности. 1934 и 1935 годы провёл в Париже и обучался в Институте искусства и археологии (фр. Institut d'art et d'archéologie) в Сорбонне.
Признаётся первым португальским галеристом, так как в 1933 году организовал и до 1938 года руководил первой галерей современного искусства в Лисабоне (UP). В те годы Антониу Педру исполнял важную роль в новаторских движениях пластического искусства, был близок с художником Антониу Дакоштой (Antônio Dacosta) — оба задавали передовой тон португальскому искусству 1930—1940-х годов. В 1935 году эти художники выставляли свои работы в Лиссабоне, где они воспринимались новыми и неожиданными, хотя в Париже ими некого было удивлять. В 1940 году организовал совместную с английским скульптором Памелой Боден (Pamela Boden) выставку невиданных ранее в Португалии художественных новинок. Один год, с декабря 1940 по конец 1941 года, пробыл в Бразилии, где публиковался в журналах, выставлялся в Рио-де-Жанейро и Сан-Паулу, продавал свои работы музеям. Мариу де Андраде в статье Diário de São Paulo от 12 августа 1941 года писал об Антониу Педру как о «выдающемся художнике» (notável pintor (sic)). Высокая оценка была вызвана выставлявшимися в Лиссабоне работами: в 1935 году «15 стихов наудачу» (фр. 15 Poèmes au hasard) и в 1936 году «Пространственные поэмы» (фр. Poèmes dimensionnels), предваривших неоконкретное искусство (порт. neoconcretismo sic) и визуальную поэзию, возникшие в Бразилии в 1950-х годах.

### Manifeste Dimensioniste
В 1936 году в Париже Ка́роли Сиратё, теоретик абстрактного геометрического искусства и концептуальных объектов, издал в приложении в первому номеру журнала La revue N+1 «Пространственный манифест» (фр. Manifeste Dimensioniste «Дименсионистский манифест»), который подписали 26 деятелей современного искусства. Свои подписи поставили художники, скульпторы, фотографы: Бен Николсон, Александр Колдер, Давид Какабадзе, Катаржина Кобро, Жоан Миро, Ласло Мохой-Надь, Антониу Педру, Жан Арп, Камиль Бриан, Робер Делоне, Казар Домела, Марсель Дюшан, Василий Кандинский, Ерванд Кочар, Франсис Пикабиа, Энрико Прамполини, Ка́роли Сиратё, Соня Делоне, Софи Тойбер-Арп и другие.
В манифесте Кароли Сиратё основывал свою теорию пространства (фр. théorie du planisme) на идее четырёхмерного псевдоевклидова пространства Германа Минковского (пространство Минковского), в котором время и пространство представляют собой единое пространство-время. Провозглашалось открытие первой пространственной выставки художников-авангардистов разных стран.
В то время на создание концептуальных объектов Антониу Педру  («Метафизический аппарат для медитации» Aparelho metafísico de meditação, 1935) оказывали влияние «реди-мейды» французского художника Марселя Дюшана. Некоторые работы беспредметной геометрической живописи и графики выполнены в стиле Жоана Миро и Василия Кандинского, другие несут влияние супрематизма и конструктивизма. К наиболее известным работам художника относятся «Остров Пса» (A Ilha do Cão, 1940) и «Похищение в населённой местности» (Rapto na paisagem povoada, 1946).
В 1942—1943 годах руководил изданием журнала авангардистов Variante. Изданное в 1942 году сочинение «Всего лишь нарратив» (Apenas uma narrativa) считается первым сюрреалистическим произведением португальской литературы. Жанр данного прозаического сочинения определить не просто (рассказ? повесть?), но литературоведы относят его к романам. В 1944—1945 годах работал в Лондоне португальским корреспондентом Би-би-си, был связан с группой английских сюрреалистов. 
В октябре 1947 года в Лиссабоне состоялось первое собрание, положившее начало основанию Лиссабонской сюрреалистической группы (Сюрреалистической группы Лиссабона Grupo Surrealista de Lisboa). Живопись тесно сплеталась с поэзией, поэтому участие в нём принимали как художники, так и поэты, точнее поэты-художники: Антониу Педру, Жозе-Аугушту Франса (José-Augusto França), Кандиду Кошта Пинту (Cândido Costa Pinto), Марселину Вешпейра, Фернанду де Азеведу (Fernando de Azevedo), Антониу Домингеш (António Domingues). Группа окончательно оформилась в 1948 году, когда в её состав вошли Антониу Педру, Мариу Сезарини, Алешандре О’Нилл, Жозе-Аугушту Франса, Вешпейра, Мониш Перейра (João Moniz Pereira),  Фернанду де Азеведу, Антониу Дакошта (António Dacosta) и Антониу Домингеш. К сюрреалистам также относились фотограф Фернанду Лемуш (Fernando Lemos), Жорже Виейра (Jorge Vieira). Т. П. Каптерева кратко описала коллективную картину лиссабонской группы: «Сюрреализм в Португалии был явлением запоздалым и подражательным. На состоявшейся в 1949 году выставке сюрреалистов в Лиссабоне экспонировалось большое полотно под названием „Изысканный труп“ (Cadavre Exquis). Уже само название, восходившее к 1920-м годам, начало фразы, связанной с приёмами создания литературных и живописных произведений методом „автоматизма письма“, выглядело глубоким анахронизмом. Работавшие над картиной Антонио Педро, Антонио Домингеш, Фернандо де Азеведу, Веспейра, Мониш Перейра писали поочерёдно совершенно произвольные сумбурные куски, создавшие в целом сюрреалистическое сочетание несоединимого. Здесь многое выглядело прямым заимствованием из репертуара прошлого. Подражание Сальвадору Дали, Иву Танги, Полю Дельво, Рене Магритту можно обнаружить и в мрачных работах Антонио Педро, лидера группы („Похищение в населённой местности“, „Интервенция романтизма“, „Остров собаки“), и в композициях более молодых художников, сдобренных сильной порцией эротизма („Живопись“ Мониша Перейры)».
Группе не хватало сплочённости и чувства коллективизма. Уже в 1949 году вокруг Сезарини образовался новый кружок сюрреалистов, который А. Ж. Сарайва и О. Лопеш именовали группой несогласных (grupo dissidente). Его участники вошли в конфронтацию со сторонниками Антониу Педру, и это противостояние не прекращалось до распада движения 1952 году. Несмотря на это португальские сюрреалисты продолжали воплощать свои идеи индивидуально. Некоторые из них начинали как неореалисты, затем тяготели к беспредметной живописи и переходили к абстракционизму. За время активности движения проводились выставки и конференции, было выпущено четыре так называемых «Сюрреалистических тетради» (Cadernos Surrealistas), то есть групповых антологий не большого объёма.
В 1949 году вышла вторая важная публикация Антониу Педру Protopoema da Serra d'Arga. С конца 1940-х годов Антониу Педру почти полностью погрузился в театральную деятельность, сыграв огромную роль по обновлению португальского театра. В Лиссабоне эти попытки не получили широкого признания. В 1953 году основал Экспериментальный театр Порту (Teatro Experimental do Porto), которым руководил до 1962 года. Осуществлял постановки пьес Артура Миллера, Эжена Ионеско, Бернарду Сантарену. Сам писал сочинения для созданной им театральной труппы. В истории португальского экспериментального театра это была одна из длительных попыток его обновления. В 1950-х годах осел в доме деда, в Минью, на границе с Галисией. В последние годы жизни увлекался скульптурой и керамикой.

## Основные публикации и художественные объекты
Поэзия
- 1926 — Os meus 7 pecados
- 1927 — Ledo Encanto
- 1928 — Distância, Canções de António Pedro
- 1929 — Devagar
- 1929 — Diário («Дневник»)
- 1931 — Máquina de Vidro
- 1932 — A Cidade, Oficinas gráficas UP, Separata da "Página Literária"
- 1936 — 15 Poémes a hasard
- 1936 — Primeiro Volume
- 1938 — Onze poemas líricos de exaltação e o folhetim
- 1938 — Casa de Campo
- 1949 — Protopoema da Serra d'Arga
- 1951 — Invocação para um poema marítimo

Проза и теория искусства
- 1937 — Desimaginação
- 1939 — Grandeza e virtudes da Arte Moderna
- 1942 — Apenas uma narrativa[10] («Всего лишь нарратив» рассказ?)
- 1947 — Teatro
- 1950 — Andam Ladrões cé em Casa
- 1952 — Martírios de fingimento («Мученики притворства»)
- 1962 — Pequeno Tratado de Encenação («Небольшой трактат о постановке»)

Посмертные издания
- 1981 — Teatro completo (1981), сборник сочинений для театра, вступление Luiz Francisco Rebello
- 2012 — Nana de noche (2012)

Живопись, керамика, скульптура
- 1934 — Le Crachat Embelli
- 1935 — Poema no espaço, объект
- 1935 — Aparelho metafísico de meditação, объект
- 1935 — Transmissão
- 1936 — Dança de roda
- 1939 — O Anjo da guarda
- 1939 — O Avejão lírico
- 1939 — Transmissão
- 1940 — Ilha do cão (Остров пса)
- 1940 — Intervenção romântica
- 1940 — Madrugada
- 1940 — Nós dois no Brasil
- 1943 — Tríptico solto de Moledo
- 1944 — A Fantastic Figure and Animal in an Interior
- 1946 — Rapto na paisagem povoada
- 1948 — O Amanhecer das virgens
- 1952 — Duas esculturas de bronze (Три бронзовые скульптуры без названия)
- 1955 — Três esculturas de cerâmica (Три керамические скульптуры без названия)

## Каталоги выставок
- 1949 — Catálogo da exposição surrealista (Vespeira; Fernando de Azevedo; António Dacosta; José Augusto França; Alexandre O'Neill; António Pedro; João Moniz Pereira). / [introd.] José-Augusto França, António Pedro. — Lisboa : Cadernos Surrealistas, 1949. 16 p.
- 2001 — Ávila M. J. Surrealismo, movimento surrealista e poesia surrealista em Portugal / Perfecto E. Cuadrado // O Surrealismo nas artes-plásticas em Portugal : 1934-1952 :  [порт.] / María Jesús Ávila, Perfecto E. Cuadrado. — Lisboa • Badajoz : IPM - Museu do Chiado • MEIAC, 2001. — 456 p. — 2000 экз. — ISBN 972-776-084-8. Каталог экспозиции в Музее современного искусства в Шиаду (район Лиссабона).
- 2018 — Surrealism in Calouste Gulbenkian Foundation’s Modern Art Collection (60 Portuguese surrealist works on loan from the Calouste Gulbenkian Museum) – Modern Collection Introductory texts by Pedro Álvares Ribeiro and Penelope Curtis, essay by António Gonçalves and Perfecto E. Cuadrado and by Laura Mateus Fonseca.